# MANKAI☆開花宣言
『MANKAI☆開花宣言』（まんかいかいかせんげん）は、2017年2月15日に発売されたA3ders!の1枚目のシングルである。
初回限定特典として、限定カード（全4種）がもらえるシリアルコード、リリースイベント『A3ders!小屋入り準備会』の応募シリアルコードが付属する。
表題曲「MANKAI☆開花宣言」を歌うA3ders!は、スマートフォン向けアプリケーションゲーム『A3!』に登場する劇団「MANKAIカンパニー」が擁する4つ組のリーダーによるユニットである。
当初はシングルでのリリースが予定されていたが、発売直前に突如としてアルバムに変更された。一方で、ビルボードにおいてはシングル扱いのままである。
また、楽曲制作者であるオーイシマサヨシによるセルフカバーが『仮歌』に収録されている。

## 作品背景
本作の制作は、ゲームの楽曲制作者のひとりである大石昌良が手掛けた。
大石はファミ通ビーズログとのインタビューの中で、キャッチーさにこだわったと話しており、夢を追いかけるうえでの普遍的なメッセージをちりばめたと説明している。

## 収録曲
1. MANKAI☆開花宣言
作詞・作曲・編曲：大石昌良[1]
2. リーダー会議（ドラマパート）
3. MANKAI☆開花宣言（Instrumental）

## チャート成績
2月14日付のオリコンデイリーランキングでは8位にランクイン。前述の経緯の通り、アルバムチャートに登場した。その後、2月17日付で0.2万枚を売り上げ3位にランクインし、翌日の2月18日付では2位に浮上。さらに2日後の2月20日には首位を獲得した。2月27日付のオリコン週間シングルランキングで1.5万枚を売り上げて5位にランクインした。
その後も勢いをさらに上げ、2週目となる3月6日付では2.4万枚を売り上げ6位にランクイン。前週から1万枚近く枚数を上げるという異例の推移となった。その後もロングヒットとなり、発売20週目の7月10日付の時点で7.7万枚を突破。発売44週目の12月25日付でついに9万枚を突破した。アニメアルバム年間では土壇場の11月に米津玄師の『BOOTLEG』に抜かれたものの年間2位を獲得している。キャラクター部門では見事に年間1位の座を手にした。
上述の通りビルボードではシングル扱いとなり、Hot Animationにおいて初登場7位を獲得し、翌週には5位にランクアップした。
2017年12月には、日本レコード協会よりゴールドディスクに認定され、ゲーム内でこれに関連した施策がとられた。

## 他作品への収録
アーケードゲーム「太鼓の達人 イエローVer.」では、2017年10月18日のアップデートの際、A3!とのコラボレーションとして本楽曲が収録された。

### ユニットメンバー
1. 1 2  佐久間咲也（酒井広大）、皇天馬（江口拓也）、摂津万里（沢城千春）、月岡紬（田丸篤志）